# Saison 2021-2022 du Club athlétique Brive Corrèze Limousin
Cette page présente la saison 2021-2022 du Club athlétique Brive Corrèze Limousin en Top 14 et en challenge européen.

## La saison

### Pré-saison
Le CA Brive, retrouve le chemin de l'entraînement le lundi 5 juillet. Au niveau du staff, l'Irlandais James Coughlan quitte le club, où arrive l'ancien capitaine Arnaud Méla. L'équipe effectue un stage de préparation à Bugeat. Deux matches de préparation sont programmés, contre le Stade français et le Racing 92, avant le premier match de Championnat, contre Perpignan. Ceux-ci se soldent par de courtes défaites, respectivement sur le score de 10-12 et 17-19.

### Récit de la saison sportive

#### Septembre 2021
Comme en 2020-2021, c'est dans son antre d'Amédée-Domenech que Brive démarre sa saison. Ce 4 septembre, le public briviste fait son grand retour dans les travées de son Stadium. Sur le terrain, ses favoris dominent le promu Perpignanais 36-15, bonus offensif à la clé. L'ouvreur Enzo Hervé signe une prestation complète avec 26 points marqués. Cette performance permet aux Blanc et Noir d'être, comme un an plus tôt, les premiers leaders de la saison régulière. Ensuite, les Corréziens vont à Montpellier, où ils sont cette fois nettement défaits par le MHR (39-17). Lors de la 3e journée, Brive empoche un nouveau succès bonifié (30-13), aux dépens de la Section paloise, sur la pelouse du Stadium. La 4e journée est un second voyage et une défaite 29-10 sur la pelouse de Bordeaux. Après avoir en tête à la pause grâce à un essai de Setariki Tuicuvu, le quinze corrézien cède en seconde période face à l'équipe de Christophe Urios.

#### Octobre 2021
Le 2 octobre, le CABCL remporte un troisième succès à domicile devant le Stade français (19-12). Cette rencontre est l'occasion pour le club briviste l'occasion de fêter le centenaire de son enceinte, inauguré en septembre 1921, déjà face au Stade français. Troisièmes au classement, les partenaires de Saïd Hireche s'inclinent ensuite à Mayol devant le RC Toulon 13-9. Menée de dix longueurs à la pause, l'équipe briviste réussit à décrocher son premier point à l'extérieur. Pour la 7e journée, le Stade rochelais fait chuter les Blanc et Noir chez eux (6-8), dans un match qu'ils n'auront su plier en première période. Sixièmes au classement, les Coujoux effectuent deux voyages consécutifs pour terminer octobre. D'abord au Parc des sports d'Aguiléra, où ils subissent une véritable correction par le promu Biarritz (37-9). Après une première heure de jeu à peu près équilibrée, les hommes de Jeremy Davidson sombrent, notamment après un carton jaune contre le capitaine Hireche, encaissant trois essais en dix minutes. La semaine suivante, les Brivistes montrent ensuite un tout autre visage au Stade Pierre-Fabre de Castres, où  ils passent près d'un exploit, battus 23-22. 

#### Novembre 2021
Le 6 novembre, pour la 10e journée du Top 14, les Blanc et Noir retrouvent le goût de la victoire, devant le Racing 92 (12-10). Conquérants et pragmatiques, les Coujoux, grâce à la botte d'Enzo Hervé, marquent tous leurs points en première mi-temps, avant de souffrir au retour des vestiaires, mais les Franciliens se révèlent inefficaces. La trêve internationale des tests de novembre vient alors clore le bloc des dix matches. Durant celle-ci, les Internationaux Géorgiens (Vasil Lobzhanidze, Tedo Abzhandadze et Luka Japaridze) rencontrent le XV de France à Bordeaux. Désormais dixième au classement, le CABCL reprend  le 27 novembre le Top 14, sur le terrain du Stade toulousain. Face à un champion de France et d'Europe en titre qui a laissé ses Internationaux au repos à la suite de la trêve, Brive passe près d'un grand coup mais s'incline (18-11)et perd le bonus défensif après la sirène à la suite d'une pénalité de Thomas Ramos.

#### Décembre 2021
Lors du week-end suivant, les joueurs de Jeremy Davidson sont pulvérisés en déplacement à Lyon (41-0). La campagne de Challenge européen s'ouvrira dans la foulée. La formule ayant été remodelée en poules de cinq, le CA Brive se retrouve exempt de match lors de la première journée. Il devait rencontrer lors de la seconde les London Irish sur leur terrain le 19 décembre. Le match est reporté à cause du contexte sanitaire. Le derby du Massif Central face à l'ASM Clermont Auvergne, prévu une semaine plus tard, est également reporté, l'effectif auvergnat étant touché par la pandémie.

#### Janvier 2022
Le 2 janvier, pour la 14e journée du Top 14, les Corréziens sont battus sur le terrain de la Section paloise (43-20). Lors de la journée suivante, le 8 janvier, ils recevront le leader du Championnat, l'Union Bordeaux Bègles.

## Joueurs et encadrement

### Dirigeants
- Simon Gillham, président
- Jean-Jacques Bertrand,  Christian Terrassoux,  Jean-Luc Joinel,  Jacky Lintignatet  Yves Ponthier vice-prés idents
- Xavier Ric, Directeur Général Délégué

### Staff technique
- Jeremy Davidson : manager
- Jean-Baptiste Péjoine : entraîneur des arrières
- Arnaud Méla : entraîneur de la touche
- Goderdzi Shvelidze : entraîneur de la mêlée

### Effectif
| Nom                      | Poste            | Naissance         | Nationalité sportive | International     | Dernier club          | Arrivée au club (année) |
| ------------------------ | ---------------- | ----------------- | -------------------- | ----------------- | --------------------- | ----------------------- |
| Thomas Acquier           | Talonneur        | 21 novembre 1989  | France               | -                 | US Carcassonne        | 2014                    |
| Florian Dufour           | Talonneur        | 19 octobre 1997   | France               | -                 | Union Bordeaux Bègles | 2020                    |
| Enzo Jouannet            | Talonneur        | 4 août 1999       | France               | -                 | Formé au club         | 2020                    |
| Vano Karkadze            | Talonneur        | 25 juin 2000      | Géorgie              |                   | Stade aurillacois     | 2019                    |
| Peniami Narisia          | Talonneur        | 10 juin 1997      | Fidji                |                   | Formé au club         | 2015                    |
| Soso Bekoshvili          | Pilier           | 3 novembre 1993   | Géorgie              |                   | SO Chambéry           | 2016                    |
| Daniel Brennan           | Pilier           | 23 septembre 1998 | France               | -                 | Montpellier HR        | 2020                    |
| Pietro Ceccarelli        | Pilier           | 16 février 1992   | Italie               |                   | Edimbourg Rugby       | 2020                    |
| Simon-Pierre Chauvac     | Pilier           | 23 mars 1998      | France               | -                 | Formé au club         | 2017                    |
| Luka Japaridze           | Pilier           | 6 septembre 1998  | Géorgie              | -                 | Formé au club         | 2019                    |
| Wesley Tapueluelu        | Pilier           | 3 décembre 1999   | Tonga                | -                 | Formé au club         | 2019                    |
| Cody Thomas              | Pilier           | 1er mars 1996     | Afrique du Sud       | -                 | Montpellier HR        | 2018                    |
| Hayden Thompson-Stringer | Pilier           | 29 décembre 1994  | Angleterre           | -                 | Saracens              | 2019                    |
| Steevy Cerqueira         | Deuxième ligne   | 9 août 1993       | France               | -                 | Stade français        | 2018                    |
| Victor Lebas             | Deuxième ligne   | 9 juin 1993       | France               | -                 | Soyaux Angoulême      | 2018                    |
| Mitch Lees               | Deuxième ligne   | 12 novembre 1988  | Australie            | -                 | Exeter Chiefs         | 2019                    |
| Lucas Paulos             | Deuxième ligne   | 9 janvier 1998    | Argentine            |                   | Jaguares              | 2020                    |
| Tevita Ratuva            | Deuxième ligne   | 8 mai 1995        | Fidji                |                   | Scarlets              | 2021                    |
| Aymeric Tronc            | Deuxième ligne   | 24 janvier 2001   | France               | -                 | Formé au club         | 2019                    |
| Renger Van Eerten        | Deuxième ligne   | 2 août 1999       | Pays-Bas             | -                 | Formé au club         | 2020                    |
| Andrés Zafra             | Deuxième ligne   | 26 mars 1996      | Colombie             | -                 | SU Agen               | 2021                    |
| Esteban Abadie           | Troisième ligne  | 1er février 1997  | France               | -                 | Racing 92             | 2019                    |
| So'otala Fa'aso'o        | Troisième ligne  | 2 octobre 1994    | Samoa                | -                 | Racing 92             | 2018                    |
| Otar Giorgadze           | Troisième ligne  | 2 mars 1996       | Géorgie              |                   | ASM Clermont Auvergne | 2018                    |
| Saïd Hireche             | Troisième ligne  | 27 mai 1985       | Algérie              |                   | Stade aurillacois     | 2012                    |
| Kitione Kamikamica       | Troisième ligne  | 26 avril 1996     | Fidji                | -                 | RC Vannes             | 2019                    |
| Retief Marais            | Troisième ligne  | 20 juillet 1995   | Afrique du Sud       | -                 | Sharks                | 2017                    |
| Matthieu Voisin          | Troisième ligne  | 16 mai 1996       | France               | -                 | Racing 92             | 2018                    |
| Paul Abadie              | Demi de mêlée    | 28 juillet 1994   | France               | -                 | SU Agen               | 2021                    |
| Vasil Lobzhanidze        | Demi de mêlée    | 14 octobre 1996   | Géorgie              |                   | RC Armazi             | 2016                    |
| Enzo Sanga               | Demi de mêlée    | 19 mai 1995       | France               | -                 | Valence Romans DR     | 2021                    |
| Tedo Abzhandadze         | Demi d'ouverture | 13 juin 1999      | Géorgie              |                   | RC Aia                | 2019                    |
| Fouad Boulaghrifa        | Demi d'ouverture | 1er août 2001     | France               | -                 | Formé au club         | 2021                    |
| Tom Danovaro             | Demi d'ouverture | 27 juin 2001      | France               | -                 | Formé au club         | 2021                    |
| Enzo Hervé               | Demi d'ouverture | 13 octobre 1998   | France               | -                 | Formé au club         | 2017                    |
| Tanguy Lacoste           | Demi d'ouverture | 17 décembre 2002  | France               | -                 | Formé au club         | 2021                    |
| Stuart Olding            | Demi d'ouverture | 11 mars 1993      | Irlande              | Drapeau : Irlande | Ulster Rugby          | 2018                    |
| Maxence Darthou          | 3/4 centre       | 27 mars 2001      | France               | -                 | Formé au club         | 2019                    |
| Wesley Douglas           | 3/4 centre       | 28 novembre 1996  | Angleterre           | -                 | AS Béziers            | 2020                    |
| Sevanaia Galala          | 3/4 centre       | 29 janvier 1993   | Fidji                |                   | Formé au club         | 2011                    |
| Guillaume Galletier      | 3/4 centre       | 7 mars 1997       | France               | -                 | Montpellier HR        | 2019                    |
| Nico Lee (en)            | 3/4 centre       | 13 mars 1994      | Afrique du Sud       | -                 | Cheetahs              | 2019                    |
| Setareki Bituniyata      | 3/4 aile         | 12 août 1995      | Fidji                | -                 | RC Massy              | 2019                    |
| Axel Müller              | 3/4 aile         | 25 novembre 1993  | Argentine            | -                 | US Oyonnax            | 2018                    |
| Valentin Tirefort        | 3/4 aile         | 1er juillet 1998  | France               | -                 | Stade rochelais       | 2020                    |
| Pierre Tournebize        | 3/4 aile         | 25 septembre 1998 | France               | -                 | Montpellier HR        | 2019                    |
| Aaron Grandidier         | Arrière          | 18 mai 2000       | France               | -                 | Formé au club         | 2019                    |
| Joris Jurand             | Arrière          | 11 novembre 1995  | France               | -                 | Montpellier HR        | 2018                    |
| Thomas Laranjeira        | Arrière          | 5 mai 1992        | France               | -                 | Formé au club         | 2012                    |
| Setariki Tuicuvu         | Arrière          | 7 septembre 1995  | Fidji                |                   | ASM Clermont Auvergne | 2020                    |

## Calendrier et résultats
| Date du match     | Domicile              | Extérieur             | Score   | Lieu du match                     | Catégorie                        | Classement | Diffuseur | Horaire |
| ----------------- | --------------------- | --------------------- | ------- | --------------------------------- | -------------------------------- | ---------- | --------- | ------- |
| 13 août 2021      | CA Brive              | Stade français        | 10-12   | Stade Alexandre-Cueille à Tulle   | Amical                           | -          | -         | 19h00   |
| 20 août 2021      | CA Brive              | Racing 92             | 17-19   | Stade municipal de Biars-sur-Cère | Amical                           | -          | -         | 19h00   |
| 4 septembre 2021  | CA Brive              | USA Perpignan         | 36-15   | Stade Amédée-Domenech             | 1re journée de Top 14            | 1          | Rugby+    | 16h05   |
| 11 septembre 2021 | Montpellier HR        | CA Brive              | 39-17   | GGL Stadium                       | 2e journée de Top 14             | 8          | Rugby+    | 15h00   |
| 18 septembre 2021 | CA Brive              | Section paloise       | 30-13   | Stade Amédée-Domenech             | 3e journée de Top 14             | 3          | Rugby+    | 15h00   |
| 25 septembre 2021 | Union Bordeaux Bègles | CA Brive              | 29-10   | Stade Chaban-Delmas               | 4e journée de Top 14             | 5          | Rugby+    | 15h00   |
| 2 octobre 2021    | CA Brive              | Stade français        | 19-12   | Stade Amédée-Domenech             | 5e journée de Top 14             | 3          | Rugby+    | 15h00   |
| 9 octobre 2021    | RC Toulon             | CA Brive              | 13-9    | Stade Mayol                       | 6e journée de Top 14             | 5          | Canal+    | 21h05   |
| 16 octobre 2021   | CA Brive              | Stade rochelais       | 6-8     | Stade Amédée-Domenech             | 7e journée de Top 14             | 6          | Rugby+    | 15h00   |
| 23 octobre 2021   | Biarritz olympique    | CA Brive              | 37-9    | Parc des sports d'Aguiléra        | 8e journée de Top 14             | 9          | Rugby+    | 15h00   |
| 30 octobre 2021   | Castres olympique     | CA Brive              | 23-22   | Stade Pierre-Fabre                | 9e journée de Top 14             | 10         | Rugby+    | 15h00   |
| 6 novembre 2021   | CA Brive              | Racing 92             | 12-10   | Stade Amédée-Domenech             | 10e journée de Top 14            | 10         | Canal+    | 17h00   |
| 27 novembre 2021  | Stade toulousain      | CA Brive              | 18-11   | Stade Ernest-Wallon               | 11e journée de Top 14            | 10         | Canal+    | 21h05   |
| 4 décembre 2021   | Lyon OU               | CA Brive              | 41-0    | Stade de Gerland                  | 12e journée de Top 14            | 12         | Rugby+    | 15h00   |
| Annulé            | London Irish          | CA Brive              | 0 - 0   | Brentford Community Stadium       | 2e journée de Challenge européen | 3e         | -         | -       |
| Reporté           | CA Brive              | ASM Clermont Auvergne | -       | Stade Amédée-Domenech             | 13e journée de Top 14            | -          | -         | -       |
| 2 janvier 2022    | Section paloise       | CA Brive              | 43-20   | Stade du Hameau                   | 14e journée de Top 14            | 12         | Rugby+    | 14h00   |
| 8 janvier 2022    | CA Brive              | Union Bordeaux Bègles | 19-22   | Stade Amédée-Domenech             | 15e journée de Top 14            | 13         | Rugby+    | 17h00   |
| 15 janvier 2022   | CA Brive              | Section paloise       | 33-25   | Stade Amédée-Domenech             | 3e journée de Challenge européen | 2e         | -         | 21h00   |
| 21 janvier 2022   | Édimbourg Rugby       | CA Brive              | 66-3    | Edinburgh Rugby Stadium           | 4e journée de Challenge européen | -          | -         | 20h00   |
| 29 janvier 2022   | CA Brive              | Biarritz olympique    | 33-10   | Stade Amédée-Domenech             | 16e journée de Top 14            | 11         | Rugby+    | 17h00   |
| 5 février 2022    | Racing 92             | CA Brive              | 57-19   | Paris La Défense Arena            | 17e journée de Top 14            | 12         | Rugby+    | 17h00   |
| 12 février 2022   | CA Brive              | ASM Clermont Auvergne | 27-20   | Stade Amédée-Domenech             | 13e journée de Top 14            | 11         | Rugby+    | 15h00   |
| 19 février 2022   | CA Brive              | Montpellier HR        | 16-16   | Stade Amédée-Domenech             | 18e journée de Top 14            | -          | Rugby+    | 17h00   |
| 26 février 2022   | CA Brive              | RC Toulon             | 17-10   | Stade Amédée-Domenech             | 19e journée de Top 14            | -          | Canal+    | 21h05   |
| 5 mars 2022       | Stade rochelais       | CA Brive              | 41 - 15 | Stade Marcel-Deflandre            | 20e journée de Top 14            | -          | Rugby+    | 17h00   |
| 26 mars 2022      | CA Brive              | Castres olympique     | 28-12   | Stade Amédée-Domenech             | 21e journée de Top 14            | -          | -         | -       |
| 2 avril 2022      | ASM Clermont Auvergne | CA Brive              | 41 - 10 | Stade Marcel-Michelin             | 22e journée de Top 14            | -          | -         | -       |
| 8 avril 2022      | CA Brive              | Saracens              | 5-55    | Stade Amédée-Domenech             | 5e journée de Challenge européen | -          | -         | -       |
| 23 avril 2022     | CA Brive              | Lyon OU               | 17-31   | Stade Amédée-Domenech             | 23e journée de Top 14            | -          | -         | -       |
| 30 avril 2022     | USA Perpignan         | CA Brive              | 27-10   | Stade Aimé-Giral                  | 24e journée de Top 14            | -          | -         | -       |
| 21 mai 2022       | CA Brive              | Stade toulousain      | 8-26    | Stade Amédée-Domenech             | 25e journée de Top 14            | -          | -         | -       |
| 4 juin 2022       | Stade français        | CA Brive              | 17-33   | Stade Jean-Bouin                  | 26e journée de Top 14            | -          | -         | -       |

## Statistiques et classements

### Statistiques collectives

#### Classement Top 14
| Rang | Club                  | J  | V  | N | D  | Bo | Bd | Pm  | Pe  | Diff | Pts |
| ---- | --------------------- | -- | -- | - | -- | -- | -- | --- | --- | ---- | --- |
| 1    | Castres olympique     | 26 | 17 | 1 | 8  | 5  | 1  | 565 | 529 | +36  | 76  |
| 2    | Montpellier HR        | 26 | 15 | 2 | 9  | 4  | 6  | 619 | 503 | +116 | 74  |
| 3    | Union Bordeaux Bègles | 26 | 15 | 1 | 10 | 5  | 5  | 610 | 484 | +126 | 72  |
| 4    | Stade toulousain      | 26 | 15 | 0 | 11 | 6  | 5  | 638 | 432 | +206 | 71  |
| 5    | Stade rochelais       | 26 | 15 | 0 | 11 | 6  | 5  | 640 | 466 | +174 | 71  |
| 6    | Racing 92             | 26 | 16 | 0 | 10 | 4  | 2  | 661 | 568 | +93  | 70  |
| 7    | ASM Clermont          | 26 | 14 | 0 | 12 | 6  | 4  | 649 | 557 | +92  | 66  |
| 8    | RC Toulon             | 26 | 13 | 2 | 11 | 4  | 5  | 572 | 504 | +68  | 65  |
| 9    | Lyon OU               | 26 | 13 | 0 | 13 | 6  | 6  | 637 | 558 | +79  | 64  |
| 10   | Section paloise       | 26 | 11 | 1 | 14 | 1  | 3  | 568 | 664 | -96  | 50  |
| 11   | Stade français Paris  | 26 | 11 | 0 | 15 | 2  | 4  | 544 | 651 | -107 | 50  |
| 12   | CA Brive              | 26 | 9  | 1 | 16 | 4  | 4  | 453 | 631 | -178 | 46  |
| 13   | USA Perpignan P       | 26 | 9  | 0 | 17 | 2  | 5  | 491 | 664 | -173 | 43  |
| 14   | Biarritz olympique P  | 26 | 5  | 0 | 21 | 1  | 3  | 449 | 885 | -436 | 24  |

### Statistiques individuelles

#### Statistiques par joueur
(Tableau à jour au 5 décembre 2021)
| Joueur                   | Poste            | Top 14 | Top 14 | Top 14 | Top 14 | Top 14 | Top 14 | Top 14 | Top 14 | Top 14 |    | Amlin Cup | Amlin Cup | Amlin Cup | Amlin Cup | Amlin Cup | Amlin Cup | Amlin Cup | Amlin Cup | Amlin Cup |      | Total | Total | Total | Total | Total | Total | Total | Total | Total |
| Joueur                   | Poste            | TJ     | Tit.   | Rem.   | E      | T      | P      | D      | CJ     | CR     | TJ | Tit.      | Rem.      | E         | T         | P         | D         | CJ        | CR        | TJ        | Tit. | Rem.  | E     | T     | P     | D     | CJ    | CR    |       |       |
| ------------------------ | ---------------- | ------ | ------ | ------ | ------ | ------ | ------ | ------ | ------ | ------ | -- | --------- | --------- | --------- | --------- | --------- | --------- | --------- | --------- | --------- | ---- | ----- | ----- | ----- | ----- | ----- | ----- | ----- | ----- | ----- |
| Thomas Acquier           | Talonneur        | -      | 6      | 2      | -      | -      | -      | -      | -      | -      |    | -         | -         | -         | -         | -         | -         | -         | -         | -         |      | -     | 6     | 2     | -     | -     | -     | -     | -     | -     |
| Florian Dufour           | Talonneur        | -      | -      | -      | -      | -      | -      | -      | -      | -      | -  | -         | -         | -         | -         | -         | -         | -         | -         | -         | -    | -     | -     | -     | -     | -     | -     | -     |       |       |
| Enzo Jouannet            | Talonneur        | -      | -      | 1      | -      | -      | -      | -      | -      | -      | -  | -         | -         | -         | -         | -         | -         | -         | -         | -         | -    | 1     | -     | -     | -     | -     | -     | -     |       |       |
| Vano Karkadze            | Talonneur        | -      | 3      | 6      | 1      | -      | -      | -      | -      | -      | -  | -         | -         | -         | -         | -         | -         | -         | -         | -         | 2    | 5     | 1     | -     | -     | -     | -     | -     |       |       |
| Peniami Narisia          | Talonneur        | -      | 3      | 3      | 1      | -      | -      | -      | -      | -      | -  | -         | -         | -         | -         | -         | -         | -         | -         | -         | 3    | 3     | 1     | -     | -     | -     | -     | -     |       |       |
| Soso Bekoshvili          | Pilier           | -      | 3      | 2      | -      | -      | -      | -      | -      | -      | -  | -         | -         | -         | -         | -         | -         | -         | -         | -         | 3    | 2     | -     | -     | -     | -     | -     | -     |       |       |
| Daniel Brennan           | Pilier           | -      | 3      | 5      | -      | -      | -      | -      | -      | -      | -  | -         | -         | -         | -         | -         | -         | -         | -         | -         | 3    | 5     | -     | -     | -     | -     | -     | -     |       |       |
| Pietro Ceccarelli        | Pilier           | -      | 1      | 4      | -      | -      | -      | -      | -      | -      | -  | -         | -         | -         | -         | -         | -         | -         | -         | -         | 1    | 4     | -     | -     | -     | -     | -     | -     |       |       |
| Simon-Pierre Chauvac     | Pilier           | -      | 4      | 2      | -      | -      | -      | -      | -      | -      | -  | -         | -         | -         | -         | -         | -         | -         | -         | -         | 4    | 2     | -     | -     | -     | -     | -     | -     |       |       |
| Luka Japaridze           | Pilier           | -      | 7      | 4      | -      | -      | -      | -      | 1      | -      | -  | -         | -         | -         | -         | -         | -         | -         | -         | -         | 7    | 4     | -     | -     | -     | -     | 1     | -     |       |       |
| Wesley Tapueluelu        | Pilier           | -      | 2      | 4      | -      | -      | -      | -      | 1      | -      | -  | -         | -         | -         | -         | -         | -         | -         | -         | -         | 2    | 4     | -     | -     | -     | -     | 1     | -     |       |       |
| Cody Thomas              | Pilier           | -      | 1      | -      | -      | -      | -      | -      | -      | -      | -  | -         | -         | -         | -         | -         | -         | -         | -         | -         | 1    | -     | -     | -     | -     | -     | -     | -     |       |       |
| Hayden Thompson-Stringer | Pilier           | -      | 3      | 3      | -      | -      | -      | -      | -      | -      | -  | -         | -         | -         | -         | -         | -         | -         | -         | -         | 3    | 3     | -     | -     | -     | -     | -     | -     |       |       |
| Steevy Cerqueira         | Deuxième ligne   | -      | -      | -      | -      | -      | -      | -      | -      | -      | -  | -         | -         | -         | -         | -         | -         | -         | -         | -         | -    | -     | -     | -     | -     | -     | -     | -     |       |       |
| Victor Lebas             | Deuxième ligne   | -      | 2      | 6      | -      | -      | -      | -      | -      | -      | -  | -         | -         | -         | -         | -         | -         | -         | -         | -         | 2    | 6     | -     | -     | -     | -     | -     | -     |       |       |
| Mitch Lees               | Deuxième ligne   | -      | 7      | 2      | -      | -      | -      | -      | 1      | -      | -  | -         | -         | -         | -         | -         | -         | -         | -         | -         | 7    | 2     | -     | -     | -     | -     | 1     | -     |       |       |
| Lucas Paulos             | Deuxième ligne   | -      | 3      | 2      | -      | -      | -      | -      | -      | -      | -  | -         | -         | -         | -         | -         | -         | -         | -         | -         | 3    | 2     | -     | -     | -     | -     | -     | -     |       |       |
| Tevita Ratuva            | Deuxième ligne   | -      | 9      | 1      | 1      | -      | -      | -      | 1      | -      | -  | -         | -         | -         | -         | -         | -         | -         | -         | -         | 9    | 1     | 1     | -     | -     | -     | 1     | -     |       |       |
| Aymeric Tronc            | Deuxième ligne   | -      | -      | -      | -      | -      | -      | -      | -      | -      | -  | -         | -         | -         | -         | -         | -         | -         | -         | -         | -    | -     | -     | -     | -     | -     | -     | -     |       |       |
| Renger Van Eerten        | Deuxième ligne   | -      | -      | -      | -      | -      | -      | -      | -      | -      | -  | -         | -         | -         | -         | -         | -         | -         | -         | -         | -    | -     | -     | -     | -     | -     | -     | -     |       |       |
| Andrés Zafra             | Deuxième ligne   | -      | 3      | 2      | -      | -      | -      | -      | 1      | -      | -  | -         | -         | -         | -         | -         | -         | -         | -         | -         | 3    | 2     | -     | -     | -     | -     | 1     | -     |       |       |
| Esteban Abadie           | Troisième ligne  | -      | 4      | -      | -      | -      | -      | -      | -      | -      | -  | -         | -         | -         | -         | -         | -         | -         | -         | -         | 4    | -     | -     | -     | -     | -     | -     | -     |       |       |
| So'otala Fa'aso'o        | Troisième ligne  | -      | 3      | 1      | 1      | -      | -      | -      | -      | -      | -  | -         | -         | -         | -         | -         | -         | -         | -         | -         | 3    | 1     | 1     | -     | -     | -     | -     | -     |       |       |
| Otar Giorgadze           | Troisième ligne  | -      | 3      | 3      | -      | -      | -      | -      | -      | -      | -  | -         | -         | -         | -         | -         | -         | -         | -         | -         | 3    | 3     | -     | -     | -     | -     | -     | -     |       |       |
| Saïd Hireche             | Troisième ligne  | -      | 7      | 1      | -      | -      | -      | -      | 2      | -      | -  | -         | -         | -         | -         | -         | -         | -         | -         | -         | 7    | 1     | -     | -     | -     | -     | 2     | -     |       |       |
| Kitione Kamikamica       | Troisième ligne  | -      | 3      | 3      | -      | -      | -      | -      | 1      | -      | -  | -         | -         | -         | -         | -         | -         | -         | -         | -         | 3    | 3     | -     | -     | -     | -     | 1     | -     |       |       |
| Retief Marais            | Troisième ligne  | -      | 9      | 2      | -      | -      | -      | -      | -      | -      | -  | -         | -         | -         | -         | -         | -         | -         | -         | -         | 9    | 2     | -     | -     | -     | -     | -     | -     |       |       |
| Matthieu Voisin          | Troisième ligne  | -      | 7      | 3      | -      | -      | -      | -      | -      | -      | -  | -         | -         | -         | -         | -         | -         | -         | -         | -         | 7    | 3     | -     | -     | -     | -     | -     | -     |       |       |
| Paul Abadie              | Demi de mêlée    | -      | 7      | 3      | -      | -      | -      | -      | 1      | -      | -  | -         | -         | -         | -         | -         | -         | -         | -         | -         | 7    | 3     | -     | -     | -     | -     | 1     | -     |       |       |
| Vasil Lobzhanidze        | Demi de mêlée    | -      | 4      | 5      | -      | -      | -      | -      | -      | -      | -  | -         | -         | -         | -         | -         | -         | -         | -         | -         | 4    | 5     | -     | -     | -     | -     | -     | -     |       |       |
| Enzo Sanga               | Demi de mêlée    | -      | 1      | 4      | -      | -      | -      | -      | -      | -      | -  | -         | -         | -         | -         | -         | -         | -         | -         | -         | 1    | 4     | -     | -     | -     | -     | -     | -     |       |       |
| Tedo Abzhandadze         | Demi d'ouverture | -      | 3      | 3      | -      | 1      | 5      | -      | -      | -      | -  | -         | -         | -         | -         | -         | -         | -         | -         | -         | 3    | 3     | -     | 1     | 5     | -     | -     | -     |       |       |
| Tom Danovaro             | Demi d'ouverture | -      | -      | 1      | -      | -      | -      | -      | -      | -      | -  | -         | -         | -         | -         | -         | -         | -         | -         | -         | -    | 1     | -     | -     | -     | -     | -     | -     |       |       |
| Fouad Boulaghrifa        | Demi d'ouverture | -      | -      | -      | -      | -      | -      | -      | -      | -      | -  | -         | -         | -         | -         | -         | -         | -         | -         | -         | -    | -     | -     | -     | -     | -     | -     | -     |       |       |
| Enzo Hervé               | Demi d'ouverture | -      | 8      | -      | 2      | 6      | 19     | 1      | -      | 1      | -  | -         | -         | -         | -         | -         | -         | -         | -         | -         | 8    | -     | 2     | 6     | 19    | 1     | -     | 1     |       |       |
| Tanguy Lacoste           | Demi d'ouverture | -      | -      | 1      | -      | -      | -      | -      | -      | -      | -  | -         | -         | -         | -         | -         | -         | -         | -         | -         | -    | 1     | -     | -     | -     | -     | -     | -     |       |       |
| Stuart Olding            | Demi d'ouverture | -      | 6      | -      | -      | 1      | -      | -      | -      | -      | -  | -         | -         | -         | -         | -         | -         | -         | -         | -         | 6    | -     | -     | 1     | -     | -     | -     | -     |       |       |
| Maxence Darthou          | Centre           | -      | -      | -      | -      | -      | -      | -      | -      | -      | -  | -         | -         | -         | -         | -         | -         | -         | -         | -         | -    | -     | -     | -     | -     | -     | -     | -     |       |       |
| Wesley Douglas           | Centre           | -      | 4      | 1      | 1      | -      | -      | -      | -      | -      | -  | -         | -         | -         | -         | -         | -         | -         | -         | -         | 4    | 1     | 1     | -     | -     | -     | -     | -     |       |       |
| Sevanaia Galala          | Centre           | -      | 7      | 1      | 1      | -      | -      | -      | 1      | -      | -  | -         | -         | -         | -         | -         | -         | -         | -         | -         | 7    | 1     | 1     | -     | -     | -     | 1     | -     |       |       |
| Guillaume Galletier      | Centre           | -      | 5      | 4      | -      | -      | -      | -      | 1      | -      | -  | -         | -         | -         | -         | -         | -         | -         | -         | -         | 5    | 4     | -     | -     | -     | -     | 1     | -     |       |       |
| Nico Lee                 | Centre           | -      | 1      | 1      | -      | -      | -      | -      | -      | -      | -  | -         | -         | -         | -         | -         | -         | -         | -         | -         | 1    | 1     | -     | -     | -     | -     | -     | -     |       |       |
| Setareki Bituniyata      | Ailier           | -      | 7      | -      | 1      | -      | -      | -      | -      | -      | -  | -         | -         | -         | -         | -         | -         | -         | -         | -         | 7    | -     | 1     | -     | -     | -     | -     | -     |       |       |
| Axel Müller              | Ailier           | -      | 9      | 2      | 1      | -      | -      | -      | -      | -      | -  | -         | -         | -         | -         | -         | -         | -         | -         | -         | 9    | 2     | 1     | -     | -     | -     | -     | -     |       |       |
| Valentin Tirefort        | Ailier           | -      | -      | -      | -      | -      | -      | -      | -      | -      | -  | -         | -         | -         | -         | -         | -         | -         | -         | -         | -    | -     | -     | -     | -     | -     | -     | -     |       |       |
| Pierre Tournebize        | Ailier           | -      | 3      | 2      | 1      | -      | -      | -      | -      | -      | -  | -         | -         | -         | -         | -         | -         | -         | -         | -         | 3    | 2     | 1     | -     | -     | -     | -     | -     |       |       |
| Aaron Grandidier         | Arrière          | -      | -      | -      | -      | -      | -      | -      | -      | -      | -  | -         | -         | -         | -         | -         | -         | -         | -         | -         | -    | -     | -     | -     | -     | -     | -     | -     |       |       |
| Joris Jurand             | Arrière          | -      | 9      | 2      | 2      | -      | -      | -      | -      | -      | -  | -         | -         | -         | -         | -         | -         | -         | -         | -         | 9    | 2     | 2     | -     | -     | -     | -     | -     |       |       |
| Thomas Laranjeira        | Arrière          | -      | 4      | 2      | -      | 1      | 6      | -      | 1      | -      | -  | -         | -         | -         | -         | -         | -         | -         | -         | -         | 4    | 2     | -     | 1     | 6     | -     | 1     | -     |       |       |
| Setariki Tuicuvu         | Arrière          | -      | 6      | -      | 1      | -      | -      | -      | 1      | -      | -  | -         | -         | -         | -         | -         | -         | -         | -         | -         | 6    | -     | 1     | -     | -     | -     | 1     | -     |       |       |

#### Statistiques par réalisateur
Classement des meilleurs réalisateurs en Top 14
| Rang | Joueur              | Poste            | Points | Essais | Transf. | Pén. | Drops |
| ---- | ------------------- | ---------------- | ------ | ------ | ------- | ---- | ----- |
| 1    | Enzo Hervé          | Demi d'ouverture | 82     | 2      | 6       | 19   | 1     |
| 2    | Thomas Laranjeira   | Arrière          | 20     | -      | 1       | 6    | -     |
| 3    | Tedo Abzhandadze    | Demi d'ouverture | 17     | -      | 1       | 5    | -     |
| 4    | Joris Jurand        | Arrière          | 10     | 2      | -       | -    | -     |
| 5    | Tevita Ratuva       | Deuxième ligne   | 5      | 1      | -       | -    | -     |
| -    | Setareki Bituniyata | Ailier           | 5      | 1      | -       | -    | -     |
| -    | Peniami Narisia     | Talonneur        | 5      | 1      | -       | -    | -     |
| -    | Sevanaia Galala     | Centre           | 5      | 1      | -       | -    | -     |
| -    | Vano Karkadze       | Talonneur        | 5      | 1      | -       | -    | -     |
| -    | So'otala Fa'aso'o   | Troisième ligne  | 5      | 1      | -       | -    | -     |
| -    | Axel Müller         | Ailier           | 5      | 1      | -       | -    | -     |
| -    | Wesley Douglas      | Centre           | 5      | 1      | -       | -    | -     |
| -    | Setariki Tuicuvu    | Arrière          | 5      | 1      | -       | -    | -     |
| -    | Pierre Tournebize   | Ailier           | 5      | 1      | -       | -    | -     |

Classement des meilleurs réalisateurs en Challenge Européen
| Rang | Joueur | Poste | Points | Essais | Transf. | Pén. | Drops |
| ---- | ------ | ----- | ------ | ------ | ------- | ---- | ----- |
| 1    | -      | -     | -      | -      | -       | -    | -     |
| 2    | -      | -     | -      | -      | -       | -    | -     |
| 3    | -      | -     | -      | -      | -       | -    | -     |

#### Statistiques par marqueur
| Rang  | Joueur              | Poste            | Top 14    | Challenge européen | TOTAL     |
| ----- | ------------------- | ---------------- | --------- | ------------------ | --------- |
| 1     | Enzo Hervé          | Demi d'ouverture | 2         | -                  | 2 essais  |
| 1     | Joris Jurand        | Arrière          | 2         | -                  | 2 essais  |
| 3     | Tevita Ratuva       | Deuxième ligne   | 1         | -                  | 1 essai   |
| 3     | Setareki Bituniyata | Ailier           | 1         | -                  | 1 essai   |
| 3     | Peniami Narisia     | Talonneur        | 1         | -                  | 1 essai   |
| 3     | Sevanaia Galala     | Centre           | 1         | -                  | 1 essai   |
| 3     | Vano Karkadze       | Talonneur        | 1         | -                  | 1 essai   |
| 3     | So'otala Fa'aso'o   | Troisième ligne  | 1         | -                  | 1 essai   |
| 3     | Axel Müller         | Ailier           | 1         | -                  | 1 essai   |
| 3     | Wesley Douglas      | Centre           | 1         | -                  | 1 essai   |
| 3     | Setariki Tuicuvu    | Arrière          | 1         | -                  | 1 essai   |
| 3     | Pierre Tournebize   | Ailier           | 1         | -                  | 1 essai   |
| #     | essai de pénalité   | -                | -         | -                  | -         |
| Total | -                   | 12 marqueurs     | 14 essais | 0 essais           | 14 essais |

### Joueurs en sélections internationales
| Joueur            | Poste            | Pays    | Compétition                              | Sélections (points) |
| ----------------- | ---------------- | ------- | ---------------------------------------- | ------------------- |
| Tevita Ratuva     | Deuxième ligne   | Fidji   | Test matchs                              | 3 (0)               |
| Setariki Tuicuvu  | Arrière          | Fidji   | Test matchs                              | 3 (5)               |
| Tedo Abzhandadze  | Demi d'ouverture | Géorgie | Test matchs                              | 2 (17)              |
| Otar Giorgadze    | Troisième ligne  | Géorgie | Test matchs, Coupe d'automne des nations | 4 (0)               |
| Luka Japaridze    | Pilier           | Géorgie | Test matchs                              | 2 (0)               |
| Vasil Lobzhanidze | Demi de mêlée    | Géorgie | Test matchs                              | 2 (5)               |
| Pietro Ceccarelli | Pilier           | Italie  | Test matchs                              | 3 (0)               |

### Affluences
Affluence du CA Brive à domicile.

## Feuilles de matchs
1. ↑  « Feuille de match CA Brive - USA Perpignan », sur lnr.fr (consulté le 6 septembre 2021).
2. ↑  « Feuille de match Montpellier HR - CA Brive », sur lnr.fr (consulté le 12 septembre 2021).
3. ↑  « Feuille de match CA Brive - Section paloise », sur lnr.fr (consulté le 19 septembre 2021).
4. ↑  « Feuille de match Union Bordeaux-Bègles - CA Brive », sur lnr.fr (consulté le 25 septembre 2021).
5. ↑  « Feuille de match CA Brive - Stade français », sur lnr.fr (consulté le 2 octobre 2021).
6. ↑  « Feuille de match RC Toulon - CA Brive », sur lnr.fr (consulté le 9 octobre 2021).
7. ↑  « Feuille de match CA Brive - Stade rochelais », sur lnr.fr (consulté le 17 octobre 2021).
8. ↑  « Feuille de match Biarritz olympique - CA Brive », sur lnr.fr (consulté le 23 octobre 2021).
9. ↑  « Feuille de match Castres Olympique - CA Brive », sur lnr.fr (consulté le 30 octobre 2021).
10. ↑  « Feuille de match CA Brive - Racing 92 », sur lnr.fr (consulté le 6 novembre 2021).
11. ↑  « Feuille de match Stade toulousain - CA Brive », sur lnr.fr (consulté le 27 novembre 2021).
12. ↑  « Feuille de match Lyon OU - CA Brive », sur lnr.fr (consulté le 4 décembre 2021).
13. ↑  « Feuille de match Section paloise - CA Brive », sur lnr.fr (consulté le 2 janvier 2022).
14. ↑  « Feuille de match CA Brive - Union Bordeaux-Bègles », sur lnr.fr (consulté le 8 janvier 2022).
15. ↑  « Feuille de match CA Brive - Section Paloise », sur epcrugby.com (consulté le 14 janvier 2022).
16. ↑  « Feuille de match Édimbourg Rugby - CA Brive », sur epcrugby.com (consulté le 21 janvier 2022).
17. ↑  « Feuille de match CA Brive - Biarritz Olympique », sur lnr.fr (consulté le 29 janvier 2022).
18. ↑  « Feuille de match Racing 92 - CA Brive », sur lnr.fr (consulté le 5 février 2022).
19. ↑  « Feuille de match CA Brive - ASM Clermont Auvergne », sur lnr.fr (consulté le 12 février 2022).